# M6刺刀
M6刺刀（英語：M6 Bayonet）是一款由美国為M14步槍配用的刺刀。它在1957年推出，與步槍本身同時推出。它亦是唯一為M14槍族生產的刺刀，可裝在M14、M1A（M14的半自動民用型）和TRW低維護步槍以上。它的整體建於M3格鬥刀以上。它使用M8A1刀鞘。

## 設計與功能
與其前身，M1加兰德所配用的M5刺刀一樣，M6也旨在用作發揮其他作用的格鬥軍刀和多用途刀。其基本的刀身設計與M4、M5和後來的M7刺刀一樣，以第二次世界大战時期設計的M3戰壕刀為藍本。M6的總長度為298.45毫米（11.75英寸），而刀身長度為171.45毫米（6.75英寸）。M6的生產承包商包括航空餐具製造公司、Columbus Milpar & Mfg公司和帝國刀公司。1961年完成這些生產合同當中的第一份，1969年完成最後一份。
1964年，繼M6刺刀以後、為M16步槍配用的M7刺刀正式推出。兩者之間最顯著的差異是槍口環的直徑、握柄的形狀，以及鎖定機構。M6在護手附近裝有彈簧支撐桿，當按壓時釋放刺刀，而M7的釋放機構則是裝在柄端以上。兩款刺刀型號的長度相同，具有相同的黑色表面，並且配用M8A1刀鞘。
如今，M6主要被仪仗队用於儀式用途，特別是海軍和海軍陸戰隊，兩者仍然使用M14步槍進行花式步操。
| 1 | 螺絲                                |  |
| 2 | 左握柄片（塑料）                    |  |
| 3 | 右握柄片（塑料）                    |  |
| 4 | 用於刺刀座鎖定釋放閂鎖的銷釘（＃5） |  |
| 5 | 刺刀座鎖定釋放閂鎖                  |  |
| 6 | 用於刺刀座鎖定釋放閂鎖的彈簧（＃5） |  |
| 7 | 刀身組成                            |  |

## M8與M8A1刀鞘
M6有兩款可配用的刀鞘，兩款刀鞘都具有橄欖褐色玻璃钢製鞘身與鋼喉。早期版本的M8刀鞘只有一個皮帶環並且移除了早期的刺刀刀鞘用於連接負載設備，比如M1910背袋的雙鉤。而在第二次世界大战後期當中生產的改進型M8A1刀鞘具有對應M1910的彎曲線鉤。在鞘喉凸緣部的扁鋼製部件以上標有“US M8”或“US M8A1”以及生產商的首字母。後來一部份M8刀鞘作出了追加對應M1910的鉤子的修改。其後M8A1刀鞘在腹板吊架上製有經過改進的延伸護翼，為M5刺刀提供更多間隙，繼而加寬了其刺刀握柄的摩擦面。這款刀鞘亦對應於戰後的所有美國刺刀，包括M4、M5、M6和M7。這些刀鞘亦可用於收納M3格鬥刀。

## 圖集

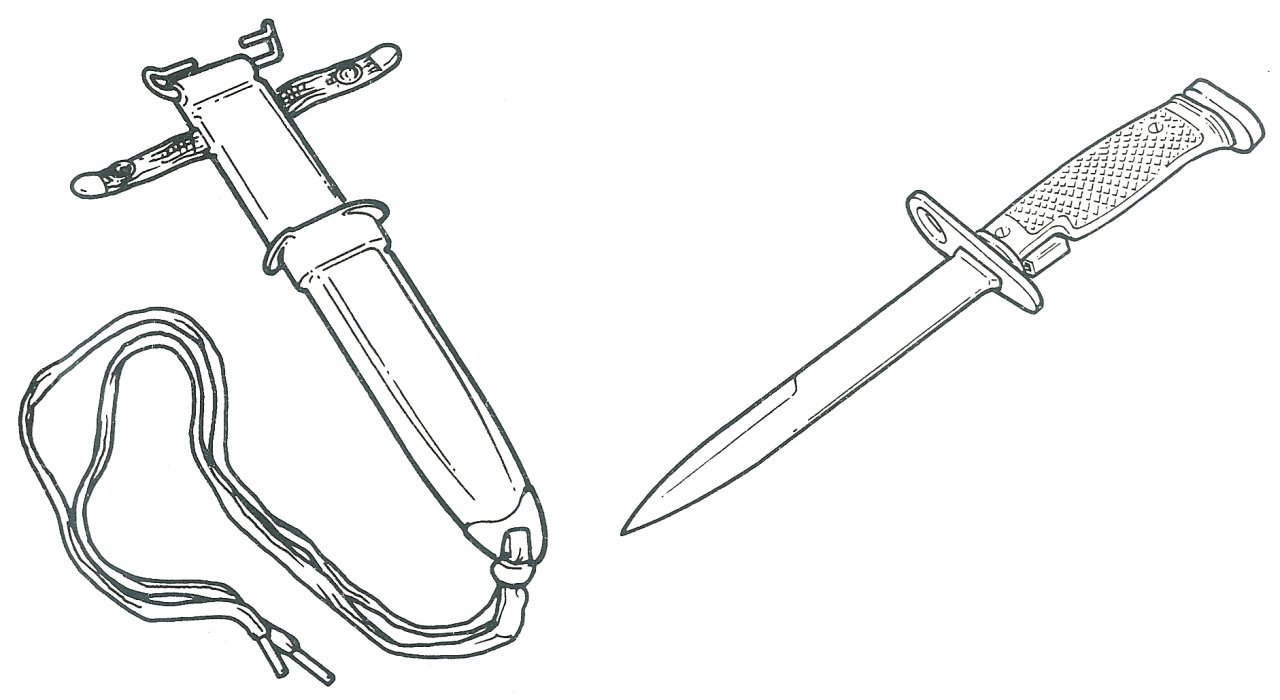
M6刺刀與M8A1刀鞘。
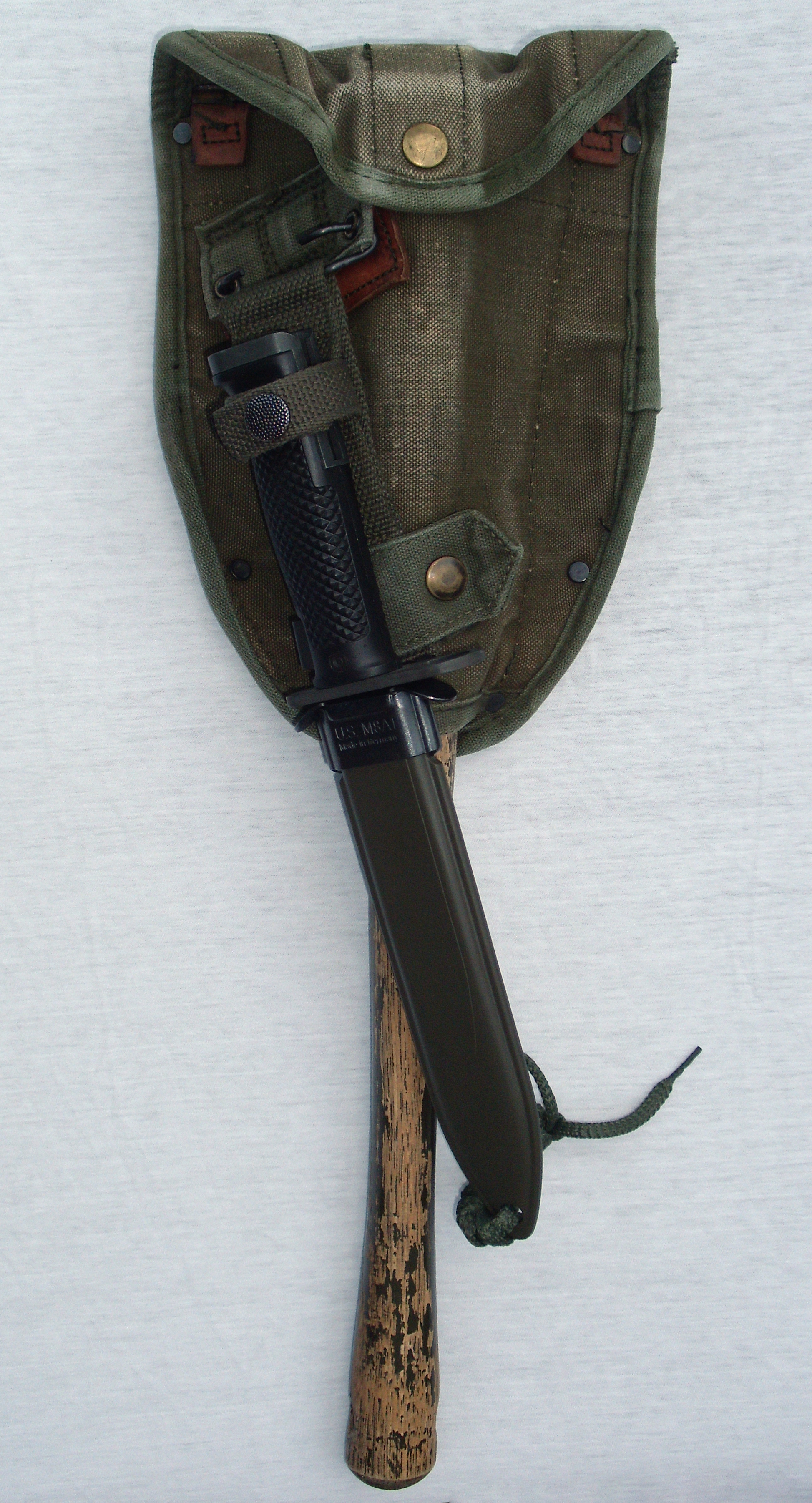
附有M6刺刀／M8A1刀鞘的M-1956挖掘工具攜具。
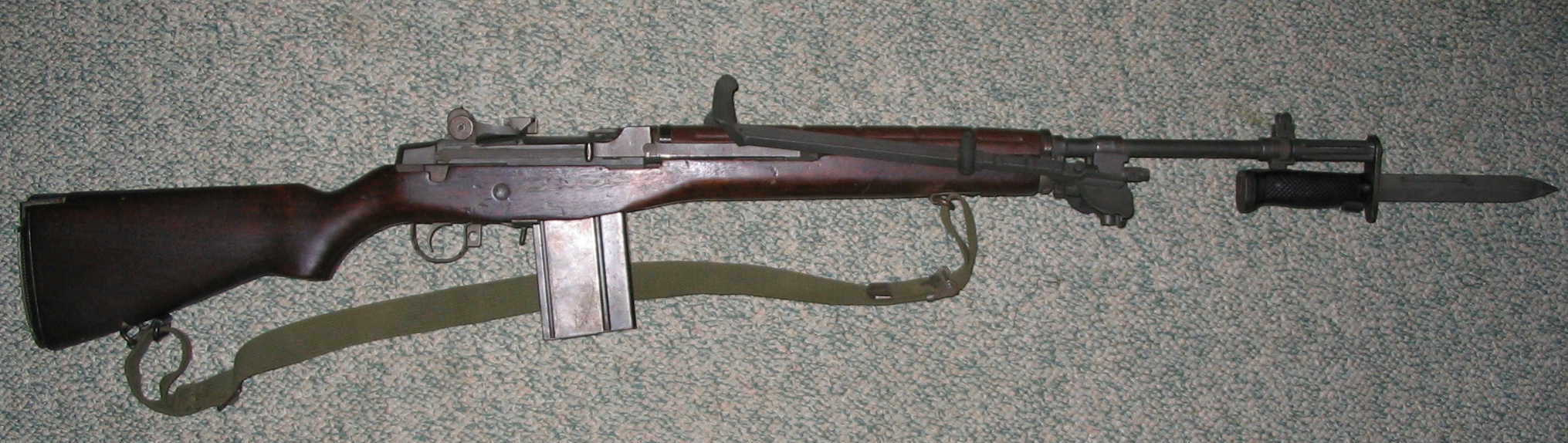
裝上了兩點式槍背帶（英语：Sling (firearms)）、兩腳架和M6刺刀的春田M1A。
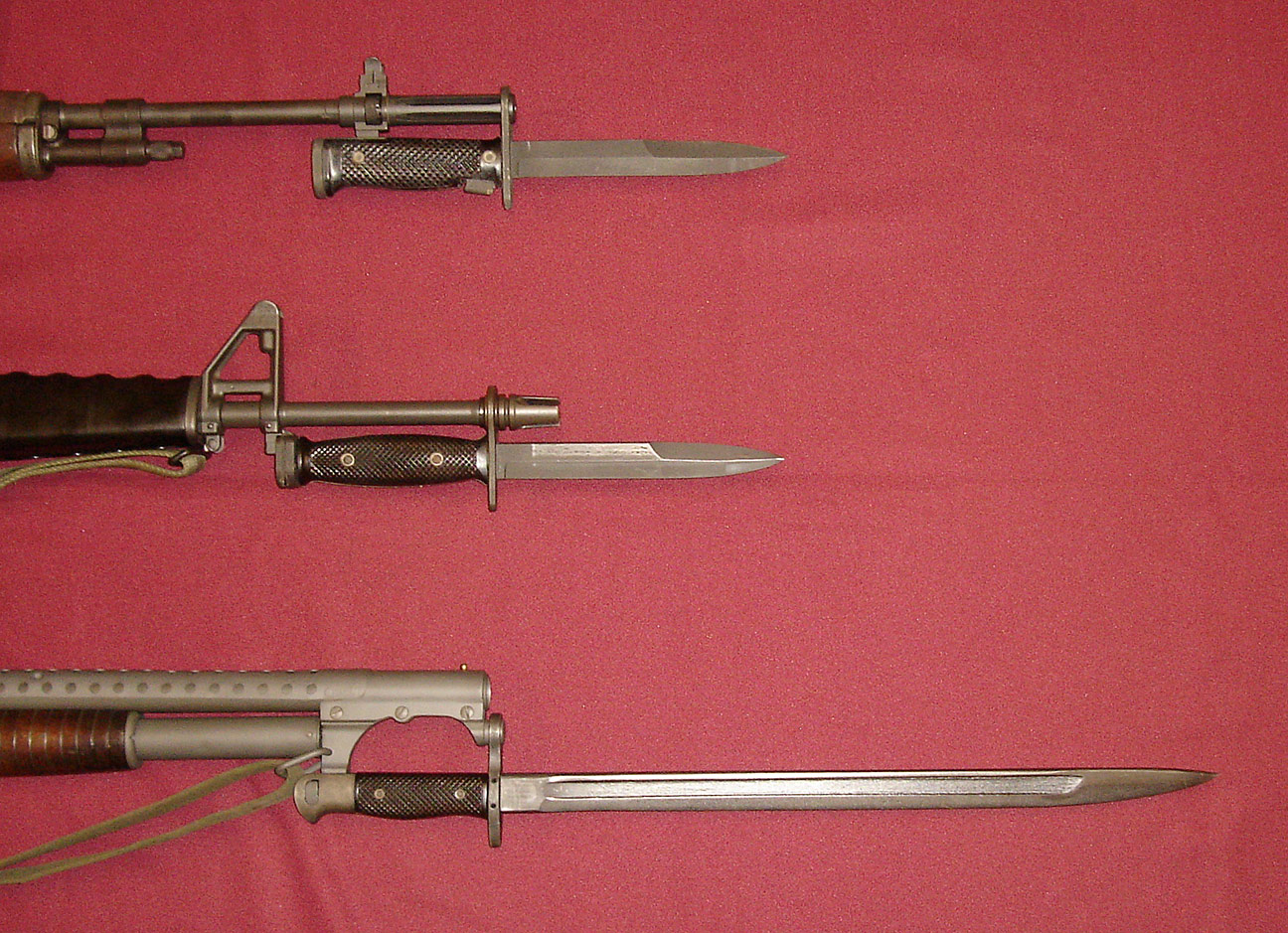
越南战争期間美軍採用的三種刺刀： 上：裝上M14自动步枪的M6刺刀。 中：裝上M16A1突擊步槍的M7刺刀。 下：裝上溫徹斯特M12戰鬥霰彈槍的M1917刺刀（英语：M1917 bayonet）。

## 資料來源
1. 1 2  Brayley, Martin. . 2004: 234  [2018-12-04]. ISBN 0-87349-870-4. （原始内容存档于2017-10-03）.
2. ↑  Lewis, Jack. . 2007: 221–222  [2018-12-04]. ISBN 0-89689-498-3. （原始内容存档于2014-07-05）.
3. ↑  .   [2018-12-04]. （原始内容存档于2020-08-03）.

## 外部連接
- （英文）—M6 Bayonet （页面存档备份，存于）